# 妙闻

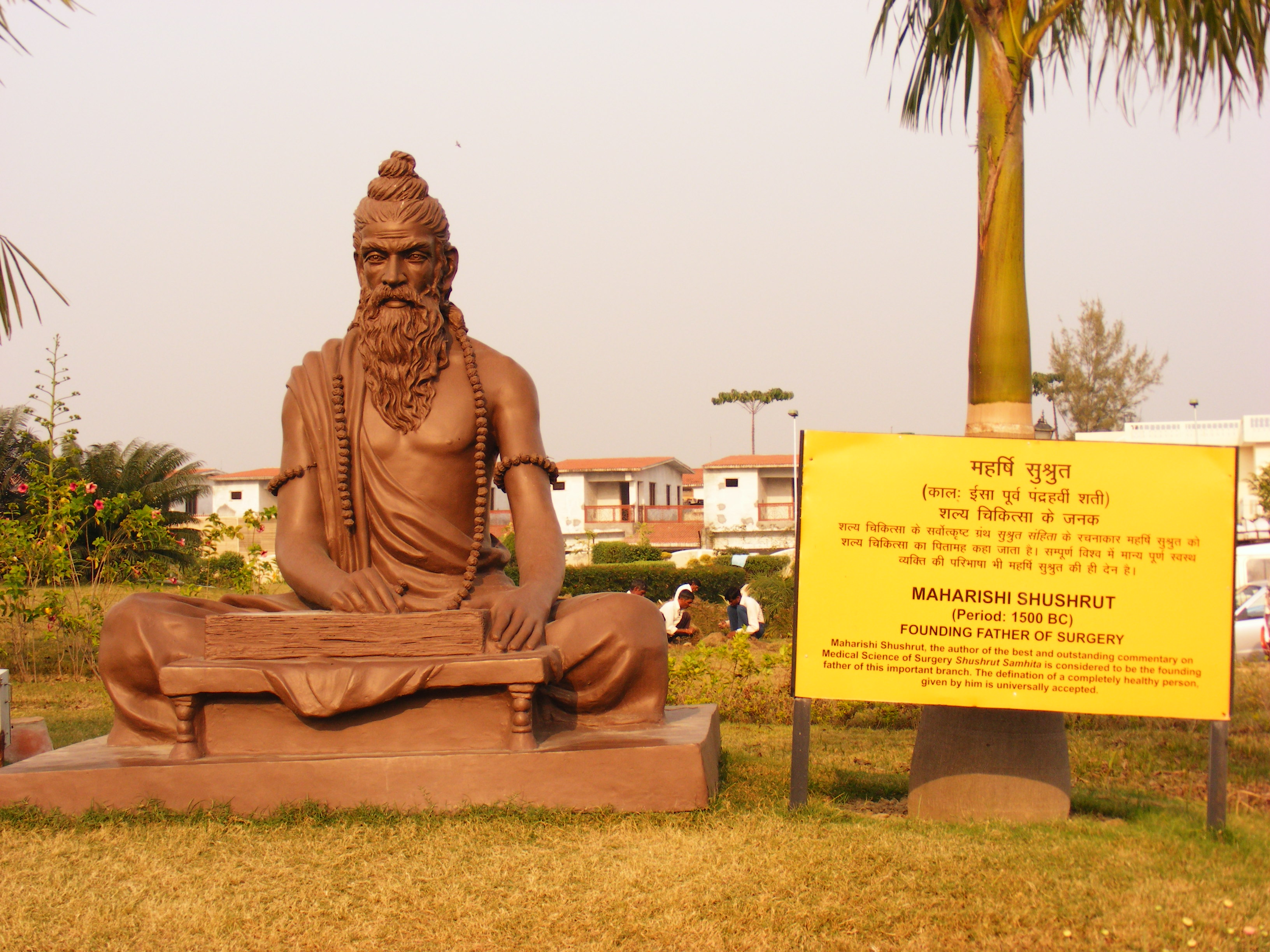
蘇胥如塔像

妙闻（音译为苏胥如塔、苏士鲁塔）仙人，生活于约前7世纪到前6世纪的古印度外科醫生，阿育吠陀学者，《妙闻本集》的主要作者。根据《摩诃婆罗多》和《妙闻本集》的记载，他是众友仙人的儿子。Kunjalal Bhisagratna认为基本可以肯定苏胥如塔与众友仙人同宗。在通俗文学中，他被广泛认为是“印度外科学之父”。

## 生平
根据《妙闻本集》记载，苏胥如塔主要在瓦拉纳西附近活动。公元前6世纪的鲍威尔写本中，苏胥如塔被列为定居在喜马拉雅的十仙人之一 。

## 影响
《妙闻本集》全书6卷，总计186章，是阿育吠陀的基础文献之一，为印度阿育吠陀教育的正统教科书。《妙闻本集》中记载了阿育吠陀起源、行医资格、外科手术法等多种内容，尤其是在外科学方面的记述十分详细，介绍了鼻成形术、白内障摘除术、疝气手术等多种外科手术以及切除、切开、乱刺（lekhya）、穿刺、拔除、刺络、缝合、包扎八种外科手术基本手法。